# یادویگا گرین
یادویگا گرین (لهستانی: Jadwiga Gryn؛ زادهٔ ۸ مارس ۱۹۸۴) بازیگر اهل لهستان است.
از فیلم‌ها یا مجموعه‌های تلویزیونی که وی در آن‌ها نقش داشته‌است، می‌توان به تاج پادشاهان، در خیابان سپولنی، دوستان، رنگ‌های خوشبختی، پدر متیو، عشق اول، ع چون عشق، در خوشی و سختی و خانه کشیش اشاره نمود.